# A la conquista de un imperio

A la conquista de un imperio (italiano: Alla conquista di un impero, 1907) es una novela de aventuras del escritor italiano Emilio Salgari. Fue publicada en 1907.

## Trama
India, 1869. Surama, hija del legítimo rajá del Assam, fue vendida como esclava a un grupo de thugs para que la convirtieran en devadasi después de que su tío, Sindhia, matase a toda su familia y usurpara el trono. Yáñez, con la ayuda de Sandokán, de Tremal-Naik y de Kammamuri, decide imponer justicia.

## Títulos alternativos en español
- La editorial Maucci de Barcelona, publicó A la conquista de un imperio en un singolo volumen en 1911.
- La editorial Acme, de Buenos Aires, la tituló para la colección Robin Hood: A la conquista de un imperio. En una edición posterior la tituló La conquista de un imperio. Esta fue la última novela de este ciclo publicado por Editorial Acme, dejando, pues, la saga inconclusa.
- La editorial Orbis, de Barcelona, en su colección «Emilio Salgari», la publicó en dos tomos: A la conquista de un imperio y A orillas del Brahmaputra.

- Datos: Q3612268